# Hội đồng các nước sản xuất dầu cọ
Hội đồng các nước sản xuất dầu cọ (CPOPC) là một tổ chức liên chính phủ được thành lập bởi Indonesia và Malaysia nhằm thúc đẩy việc sử dụng dầu cọ trên toàn cầu. Hai quốc gia này cùng sản xuất hầu hết dầu cọ trên thế giới, một sản phẩm đang gặp áp lực do các vấn đề về môi trường. CPOPC được thành lập vào năm 2015 sau khi hai quốc gia đề ra các tiêu chuẩn bền vững độc lập cho sản xuất dầu cọ và một phần mục đích của tổ chức này là điều hòa các tiêu chuẩn bền vững giữa hai quốc gia này.

## Lịch sử

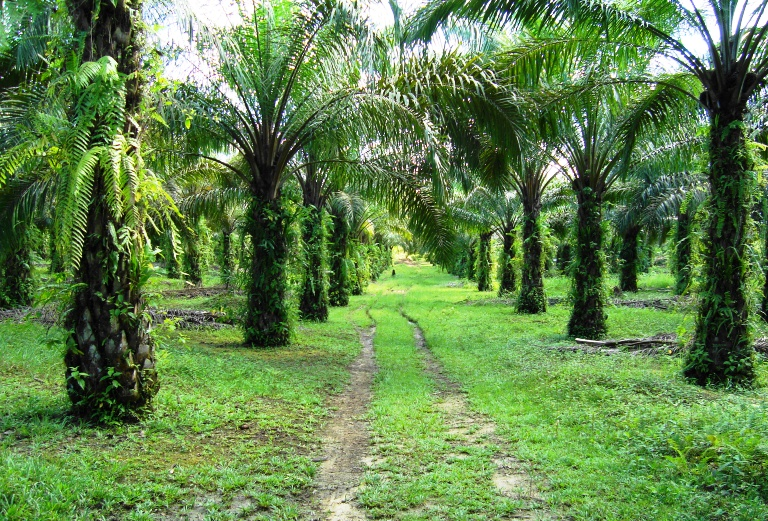
Một vườn dầu cọ tại Riau, Indonesia

Indonesia và Malaysia là những nhà sản xuất dầu cọ quan trọng trên toàn cầu, cùng sản xuất 90% nguồn cung dầu cọ trên thế giới.  Tuy nhiên, dầu cọ đã trở thành một vấn đề môi trường gây tranh cãi, do đó cả hai quốc gia đã độc lập thiết lập chứng nhận bền vững cho dầu cọ. ISPO (Dầu cọ bền vững Indonesia) được ra mắt vào tháng 3 năm 2011, với các cuộc kiểm tra bắt đầu vào tháng 5 năm 2012 và tất cả các nhà sản xuất dầu cọ được kỳ vọng tuân thủ vào cuối năm 2014. MSPO (Dầu cọ bền vững Malaysia) được ra mắt vào tháng 11 năm 2013 và có hiệu lực đầy đủ từ ngày 1 tháng 1 năm 2015, tuy nhiên, nó không bắt buộc đối với tất cả các nhà sản xuất dầu. (MSPO đã trở thành bắt buộc vào năm 2017, với sự tuân thủ cần thiết vào năm 2019.)
CPOPC được thành lập vào năm 2015 bởi Indonesia và Malaysia, với mục đích tăng cường khả năng đàm phán và thúc đẩy giá trị của dầu cọ. Nó được thành lập chính thức vào ngày 21 tháng 11 năm 2015 và đạt hoạt động đầy đủ vào năm 2017.

## Mục tiêu
Mục tiêu được nêu của tổ chức là "Thúc đẩy, phát triển và củng cố sự hợp tác trong việc trồng và công nghiệp dầu cọ giữa các Quốc gia Thành viên, và đảm bảo lợi ích lâu dài của các nỗ lực sản xuất dầu cọ nhằm phát triển kinh tế và sự phát triển tốt đẹp của người dân các Quốc gia Thành viên". 
CPOPC được thành lập với mục tiêu điều hòa các tiêu chuẩn bền vững, phối hợp sản xuất và phát triển ngành công nghiệp dầu cọ.  CPOPC cũng củng cố sự kiểm soát chính phủ về ngành công nghiệp dầu cọ, với các cơ quan chức năng Indonesia buộc phải giải thể "Lời cam kết Dầu cọ Indonesia" do tư nhân tạo ra, bị cáo buộc là một hệ thống tương tự như đội lợn. 
Tổ chức đóng vai trò trong việc quảng bá dầu cọ ở nước ngoài. Nó cố gắng đối phó với những thách thức như Nghị định Hủy hoại Rừng của Liên minh châu Âu, mà phó thủ tướng Malaysia Fadillah Yusof cho rằng có thể là chủ nghĩa bảo hộ hơn là chỉ là một vấn đề môi trường. Hoa Kỳ cũng được xem là có thể hạn chế việc bán dầu cọ. 
CPOPC khẳng định vào năm 2022 rằng dầu cọ ở cả hai quốc gia đóng góp 3,6% GDP và việc làm cho 19 triệu người, bao gồm 3,35 triệu người là những người trồng dầu cọ quy mô nhỏ. 

## Thành viên
Colombia, Ghana, Honduras và Papua New Guinea đã tham dự các cuộc họp dưới tư cách quan sát viên và dự kiến sẽ trở thành thành viên chính thức.  Vào tháng 2 năm 2023, Malaysia, trong vai trò Chủ tịch, đã mời Thái Lan tham gia tổ chức. 
Văn phòng bí mật của tổ chức đặt tại Jakarta, thủ đô của Indonesia. 